# Warmelo

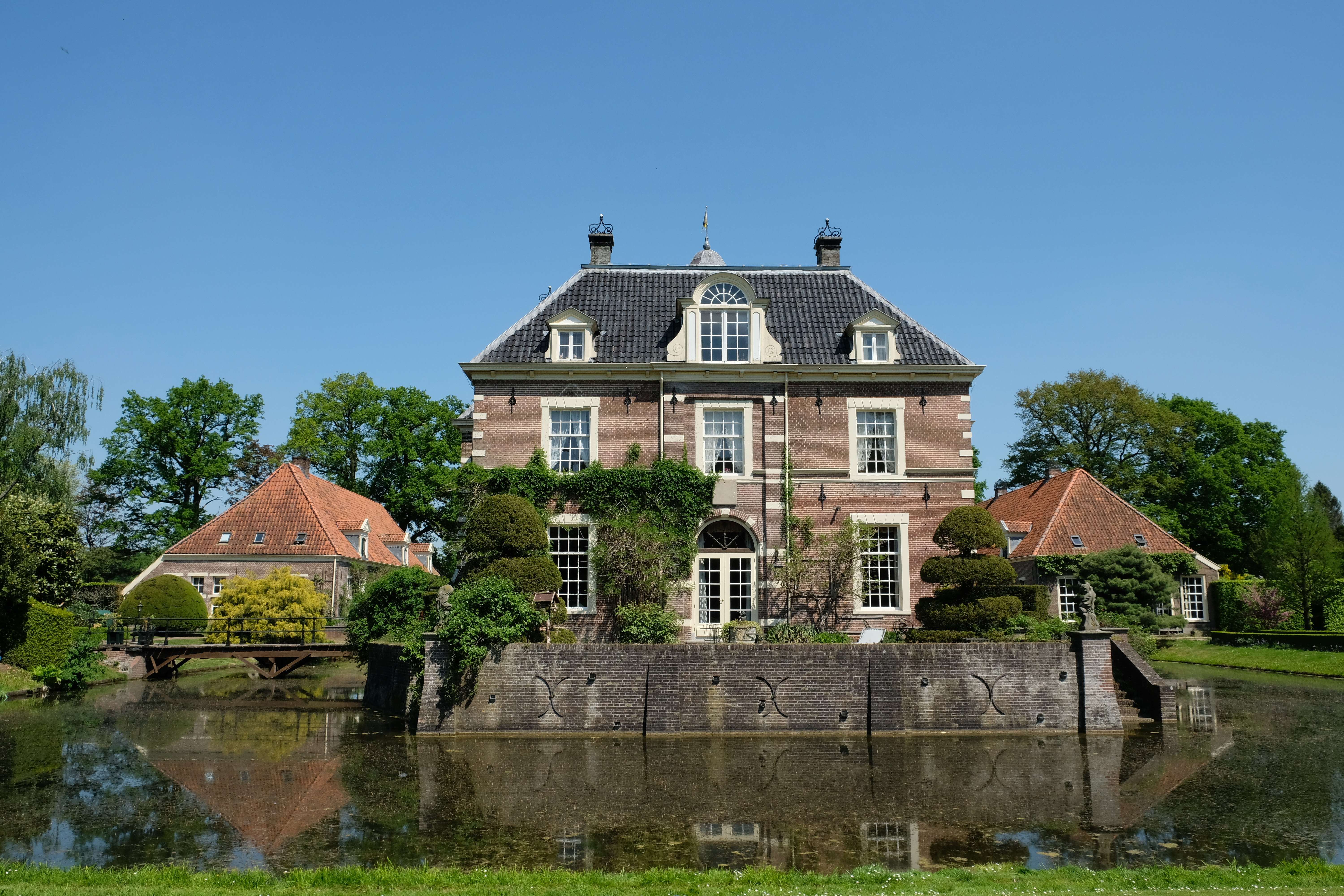
Warmelo in 2018

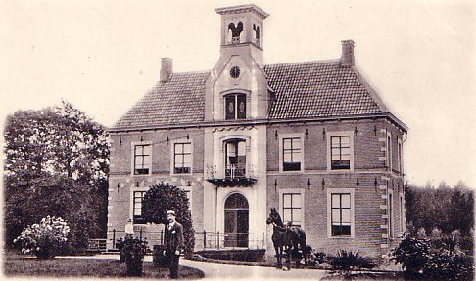
Het voormalige poorthuis Warmelo omstreeks 1910

Warmelo is een groot huis in de Overijsselse plaats Diepenheim, liggend in de gemeente Hof van Twente. Van oorsprong was het een poortgebouw van een havezate. De tuinen zijn een toeristische attractie. Vaak wordt het Kasteel Warmelo genoemd.

## Eigenaren en bewoners

### Havezate
De eerste keer dat de havezate genoemd wordt is in 1315. Er is in de 14e en 15e eeuw meerdere malen sprake van een riddergeslacht "Van Warmelo". De oudst bekende belening dateert van 21 april 1457, nadat Wibolt van Warmelo door bisschop David van Bourgondië van Utrecht beleend wordt met het "Huys te Warmelo, in de gerichte van Diepenheim met syne kampen en al syne toebehoren".
Enkele bewoners van de havezate:
- Godert van Batenborch, ritmeester, sergeant-majoor van de cavalerie
- Maria van Batenborch († 1618); getrouwd met Adolph van Gelder, heer van Geldersweert en Welp (1550-1619), kapitein in het Staatse leger, kleinzoon van hertog Karel van Gelre

In 1633 trouwde Charlotte van Gelder tot Warmelo (1607 - ?), een kleindochter van een bastaardzoon van Karel van Gelre, hertog van Gelre en graaf van Zutphen, met Geert Sloet. De familie Sloet bewoonde Warmelo tot 1872 en is daarmee het geslacht dat hier het langst gewoond heeft. Gerard Sloet bewoonde het tot zijn sterfjaar 1872. De havezate was toen al erg vervallen en de nabestaanden verkochten het in zijn overlijdensjaar bij openbare verkoop aan de uit Zwolle afkomstige Francisca Adriana Bartha Antoinetta Robidé van der Aa.

### Poortgebouw havezate
Het perceel werd vervolgens in 1880 door Van der Aa verkocht aan Hendrik van Booven. Deze overleed twee jaar later. Een jaar daarna werden het voormalige poortgebouw en de omliggende gronden voor een bedrag van 17.000 gulden overgenomen door Louis Jules markies d'Auriol. Het huis werd niet bewoond en in 1892 werd voor 15.000 gulden Arendina Henriëtte Alexandrine Weier de nieuwe eigenaresse. Na haar overlijden in 1926 verkocht haar enige zoon het poortgebouw en gronden aan Catharina Helena Maria baronesse Creutz, geboren jonkvrouw Van Suchtelen van de Haare (1893-1974). Haar man François Stephan Alexander baron Creutz overleed in 1947. Op 8 maart 1949 hertrouwde zij in Montreux met Willem Henrik Emile baron van der Borch van Verwolde (1882-1969). De baronesse verkocht het huis met tuinen in 1952 aan de prins-gemaal Bernhard van Lippe-Biesterfeld. De verkoopsom bedroeg 238.000 gulden. Het werd vanaf 20 april dat jaar bewoond door zijn moeder prinses Armgard zur Lippe-Biesterfeld tot zij op 27 april 1971 overleed. Zij woonde er vanaf het begin met haar huisgenoot Alexis Pantchoulidzew, die in 1968 stierf. Na het overlijden van prinses Armgard stond het huis drie jaar leeg. Op 1 juli 1974 werd Warmelo voor 1 miljoen gulden verkocht aan de Fa. Evlyva Trust Reg. in het Liechtensteinse Vaduz, dat eigendom was van dr. Tibor Rosenbaum. Tevens werden het meubilair en andere roerende goederen overgenomen voor een bedrag van 250.000 gulden. Na diens faillissement later dat jaar kwam het in het bezit en gebruik van de familie Avenarius. In 2003 is het juridisch bezit ondergebracht bij Natuurschoonwet Landgoed Warmelo B.V.

## Gebouw

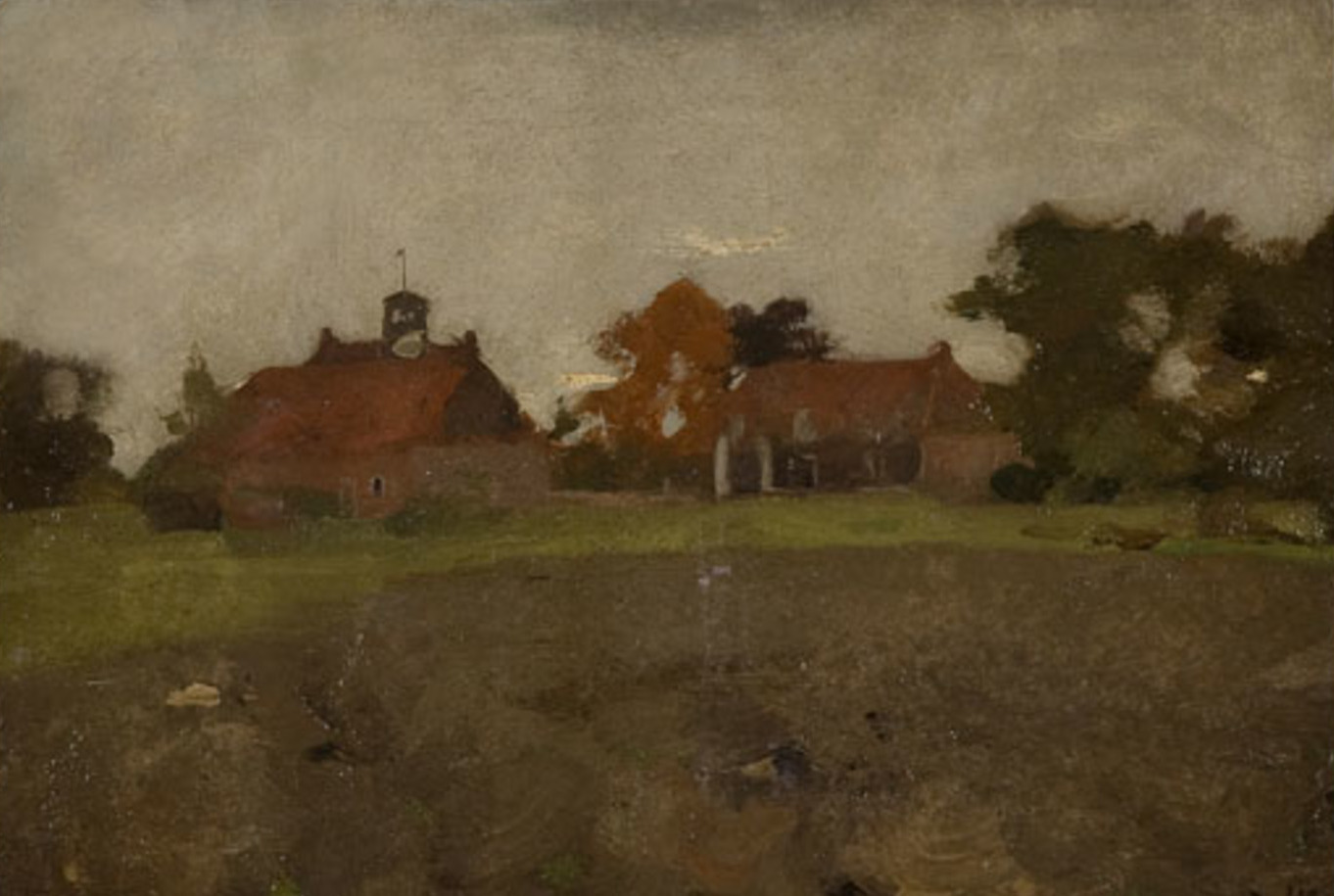
Warmelo geschilderd door Willem Witsen (1886-1887)

De havezate was van oorsprong in carré-vorm gebouwd, rond een binnenplaats. Het is diverse malen verbouwd, tot het in 1873, op de 17e-eeuwse poortgebouwen na, geheel werd afgebroken. In 1874 is het voormalige poortgebouw gerenoveerd zoals het heden ten dage bestaat. Baronesse Creutz, geboren jonkvrouw Van Suchtelen van de Haare heeft in de jaren 1927/1928 het gebouw laten restaureren. Het ligt binnen een dubbel grachtenstelsel en wordt door tuinen omringd. Prinses Armgard zur Lippe-Biesterfeld hield er met Pantchoulidzew enkele paarden. De vier kinderen van koningin Juliana kwamen er regelmatig logeren en Pantchoulidzew leerde hen paardrijden.
Sinds 1950 vallen het kasteeltje, de tuinen en de omliggende landerijen onder de Natuurschoonwet.

## Tuinen
Warmelo staat vooral bekend om de tuinen in verschillende stijlen die om het huis liggen. Er is onder meer een Victoriaanse tuin, een geometrische tuin in Franse stijl en een landschapstuin in Engelse stijl. Om het huis en de tuinen ligt een landschapspark. Naast om hun diversiteit staan de tuinen bekend om hun azalea's, rododendrons, rozen en meer dan 300 soorten fuchsia's.
Gelijktijdig met het gebouw, liet baronesse Creutz, geboren jonkvrouw Van Suchtelen van de Haare in de jaren 1927/1928 de tuinen en het park restaureren met hulp van tuinarchitect Hugo Poortman. Een groot deel van het park werd in de oorspronkelijke staat teruggebracht. De tuinen waren bij leven van bewoonster prinses Armgard zur Lippe-Biesterfeld al een toeristische attractie.